# Louis van Dijk

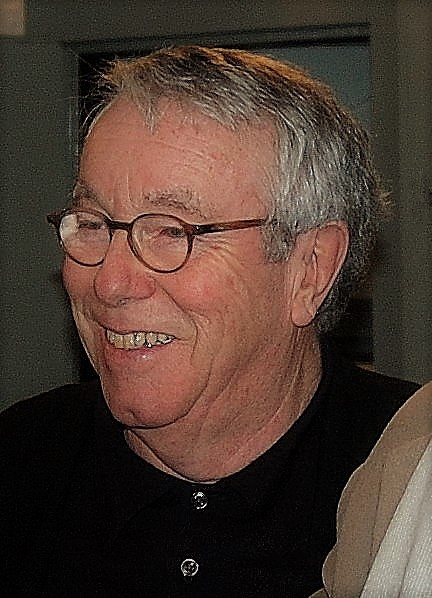
Louis van Dijk (2008)

Louis van Dijk, manchmal auch auf Plattencovern als Louis van Dyke (* 27. November 1941 in Amsterdam; † 12. April 2020), war ein niederländischer Pianist der klassischen Musik und des Jazz.

## Leben und Wirken
Van Dijk ist der Sohn des Küsters der Prinsessekerk in Amsterdam. Er studierte bei dem Organisten Piet van Egmond und ab 1959 auf dem Amsterdamer Konservatorium bei Jaap Callenbach klassisches Piano und im Nebenfach Orgel bei Simon C. Jansen. 1964 schloss er cum laude sein Studium ab. Daneben interessierte er sich schon als Student für Jazz (mit Vorbildern wie Oscar Peterson, Bill Evans, Bud Powell) und gewann 1961 den Wettbewerb auf dem Jazzfestival in Loosdrecht. 1964 erschien sein erstes Album mit eigenem Trio („Trio/Quartet“), das den Edison Jazz Award gewann (mit dem Vibraphonisten Carl Schulze als Ergänzung im Quartett), gefolgt 1966 von „What Now My Love“. In seinem Trio spielten damals John Engels (Schlagzeug) und Jacques Schols (Bass). Häufig trat er ab den 1990ern auch als Teil der „Gevleugelde Vrienden“ („Vleugel“ steht für „Flügel“) mit dem Pianisten Pim Jacobs und Pieter van Vollenhoven auf (dem Ehemann von Prinzessin Margriet (Schwester der ehemaligen niederländischen Königin Beatrix), der ebenfalls Klavier spielt). Seit dem Tod von Pim Jacobs traten sie auch im Duo auf. In seiner Karriere spielte er u. a. mit Rogier van Otterloo, Dizzy Gillespie, Thad Jones, Frank Rosolino, Toots Thielemans, Cor Bakker und Michel Legrand. Er begleitete die klassische Sopranistin Elly Ameling und Herman van Veen ebenso wie Astrud Gilberto, Ann Burton und Rita Reys. 2005 spielte er auf einem Wohltätigkeitskonzert im Concertgebouw für die Opfer des Hurricane Katrina in New Orleans.
Van Dijk war der Vater der TV-Moderatorin Selma van Dijk, die gelegentlich auch Konzerte mit ihrem Vater spielte (Aufnahme „Van Brubeck tot Bannink“). In seinen letzten Lebensjahren litt er an der Alzheimer-Krankheit und gab 2018 auf dem Loosdrecht Jazzfestival sein Abschiedskonzert.

## Diskografie
| Jahr | Titel                                                | Höchstplatzierung, Gesamtwochen, AuszeichnungChartsChartplatzierungen´ (Jahr, Titel, Platzierungen, Wochen, Auszeichnungen, Anmerkungen) | Anmerkungen                                                                              |
| Jahr | Titel                                                | NL | Anmerkungen                                                                              |
| ---- | ---------------------------------------------------- | --- | ---------------------------------------------------------------------------------------- |
| 1969 | Pavane                                               | NL11 (9 Wo.)NL |                                                                                          |
| 1976 | Musica per la notte di natale                        | NL10 (3 Wo.)NL | mit Thijs van Leer & Rogier van Otterloo                                                 |
| 1981 | Gelukkig is het land                                 | NL41 (3 Wo.)NL | mit Thijs van Leer & Rogier van Otterloo                                                 |
| 1987 | Gevleugelde vrienden - de mooiste Gershwin melodieën | NL74 (1 Wo.)NL | mit Pieter van Vollenhoven, Pim Jacobs, Laurens van Rooyen, Orkest o.l.v. Harry van Hoof |
| 1991 | Play - 4 CD Collection                               | NL77 (3 Wo.)NL | mit Pim Jacobs                                                                           |